# 岡部磨知
岡部 磨知（おかべ まち、1984年3月23日 - ）は、日本のヴァイオリニスト。茨城県日立市出身。サンミュージックプロダクション所属。

## 来歴・人物
身長161cm、血液型AB型。
プロヴァイオリニストとして活動する2歳年上の兄が習っていたヴァイオリンを弾きたく思い始め、3歳からヴァイオリンを始める。小学生時代から友人の誕生日会などでヴァイオリンを演奏、中学生時代にも「バイオリンの磨知ちゃん」として評判があった。
桐朋女子高等学校音楽科卒業、桐朋学園大学卒業、同大学院研究科修了。大学生時代にパリに約1か月間滞在。学生生活の一方で、2001年から2002年の間、坂巻哲也の『apish』、宮村浩気の『afloat』のショーでヘアモデルをしながらヴァイオリニストとして既存曲をオリジナルでアレンジした曲を東京国際フォーラム、恵比寿ガーデンホール、Zepp Tokyo等で演奏。『CanCam』でも読者モデルを務めた。
その後、プロのヴァイオリニストとして、Dragon Ash、hitomi、Sound Horizon、AAA、西野カナ、河村隆一、浜田省吾などのライブ、レコーディング、イベントにソリスト、編曲家などで参加。2013年7月31日放送『FNSうたの夏まつり』（フジテレビ）にバックでヴァイオリンを演奏していたところ、視聴者から『かわい過ぎる』としてインターネット上などで話題となり、『美人すぎるバイオリニスト』として第1回Yahoo!検索大賞で検索急上昇1位に選ばれた。ゲスト出演した2014年7月20日放送『行列のできる法律相談所』（日本テレビ）においても、岡部が出演したパートにおいて視聴率が引き上がったという。
2008年7月4日に初のオリジナル・アルバム『sweet devil』をリリース、以後3枚のアルバムをメジャー・デビュー前にリリースしていたが、前述のインターネット上などでの話題からメジャー・デビューを望む声が高まって、後にメジャー・デビューが決定。この才能に惚れ込んだという音楽プロデューサーの三宅彰のプロデュースによってメジャー・デビュー作『Neo Nostalgia』が2014年11月12日にユニバーサルミュージックからリリース。
2014年1月からサンミュージックプロダクションに所属。
ヴァイオリンの演奏には歌詞は無いが、歌に近いから、歌を歌うような感じで演奏している、という。
漫画好きで、漫画本約3000冊に電子書籍も所有し、好きな作品には『にがくてあまい』『東京喰種トーキョーグール』を挙げている。自分の好きな漫画が映像化された時、その劇中の音楽に参加することが夢だという。

## ディスコグラフィー
「Sweet devil」
- 2008年7月4日発売

1. Sweet devil
2. haven't we met
3. 夕焼けと影
4. elation
5. 悲愴　第三楽章
6. 午前3時

「candy girl」
- 2010年3月21日発売

1. Rose whip
2. Candy girl
3. H to N
4. Long for...
5. Looking for...
6. Nostalgia
7. Around the landscape
8. リナリア (studio live rec.)
9. Try-be-on

「Elpio」
1. 夜想曲
2. jealous
3. re:Na
4. log
5. 月に落ちる影
6. ふたりぼっち
7. 707
8. 深海の鏡
9. 壁を越える鳥
10. fraud night ～お遊び編～

「Neo Nostalgia」
- 2014年11月12日発売・USM JAPAN

1. Lovin’you
2. I Like Chopin
3. シェリーに口づけ Tout,tout pour ma cherie
4. Smile Again
5. Hatsuyuki
6. Miniature Garden
7. Yesterday Once More
8. あなたのとりこ Irrésistiblement
9. 明日に架ける橋 Bridge over Troubled Water
10. 雨にぬれても Raindrops Keep Fallin’ On My Head
11. Just The Two Of Us
12. Whisper V-birds (SE)
13. I Don’t Want to Miss a Thing

## 出演

### テレビ
- FNSうたの夏まつり（フジテレビ）
- ライオンのごきげんよう（フジテレビ）- 2014年3月31日から2016年3月31日の最終回までエンディング曲演奏担当
- 問題のあるレストラン（フジテレビ）- 第5話（2015年2月12日）
- NHK歌謡コンサート（NHK総合）「夢の共演!歌謡ナイト」（2015年10月13日）
- 情報プレゼンター とくダネ!（フジテレビ）- コメンテーター （2018年6月18日 - ）[9][10]
- 出没!アド街ック天国（テレビ東京）〜水戸〜（2019年2月23日） 他、ゲスト出演あり

### ラジオ
- 楽器楽園〜ガキパラ〜 for all music-lovers（文化放送） 他、ゲスト出演あり